# Peronella de Roma
Peronella de Roma, en llatí Petronella (Roma, segle i) fou una màrtir cristiana. És venerada com a santa a tota la cristiandat.

## Biografia
Se'n sap molt poc de la vida. Només que fou màrtir, el nom de la qual consta inscrit (Petronella mart.) en un fresc del segle iv de les catacumbes de Domicil·la de Roma, el fresc cristià més antic conservat, fet durant el papat de Sirici I (390-395).

## Veneració

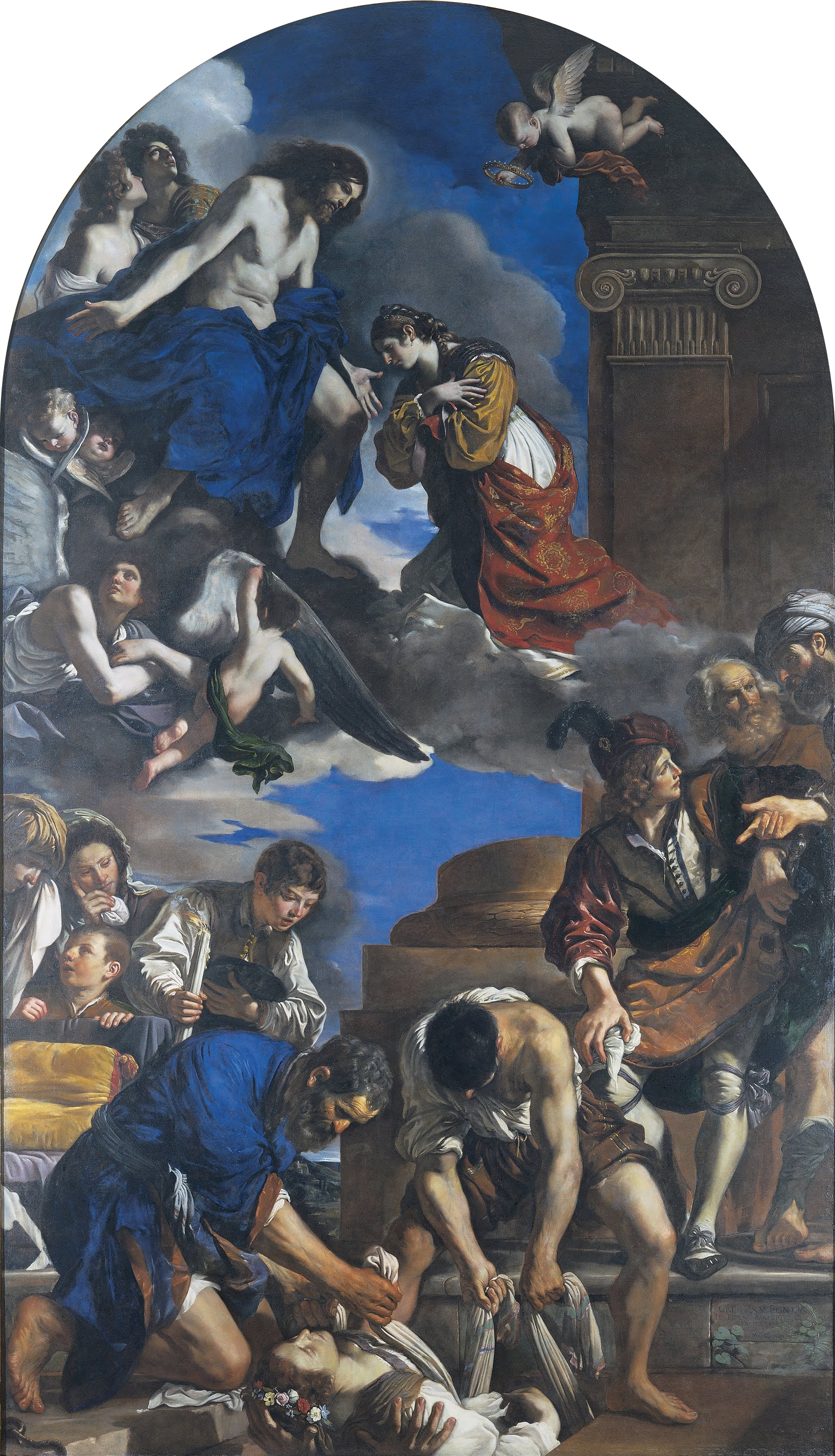
Guercino, Sebolliment de Santa Peronella, Roma, Musei Capitolini

El sarcòfag, venerat en una capella propera a Sant Pere del Vaticà, fou traslladat a aquesta basílica pel papa Pau I en 757, i hi continua essent.
Segons una tradició sense fonament, basada en la similitud del nom, Peronella hauria estat filla de Sant Pere apòstol. Això va fer que França adoptés Peronella com a santa patrona: com Peronella era la primera filla de Pere, França era la primera filla de l'Església. Carlemany venerà les relíquies de Peronella en 800 quan visità Roma, i era també patrona dels delfins de França.